# Наследие (телесериал, 2018)
«Насле́дие» (англ. Legacies) — американский телесериал, разработанный Джули Плек. Премьера первого сезона состоялась 25 октября 2018 года. Первый сезон состоит из 16 эпизодов. Это спин-офф шоу «Древние», рассказывающий о выпускниках школы «Сальваторе» под руководством Аларика Зальцмана и Кэролайн Форбс для детей со сверхспособностями — вампиров, оборотней и ведьм.
31 января 2019 года телеканал CW продлил сериал на второй сезон, состоящий из 20 серий. Премьера второго сезона состоялась 10 октября 2019 года. В марте 2020 года производство было приостановлено из-за пандемии COVID-19. 26 марта 2020 года было объявлено, что 16-й эпизод, вышедший в тот же вечер, станет весенним финалом, поскольку съемочная группа успела отснять до пандемии только 16 эпизодов из заявленных 20. Съемки возобновят осенью 2020 года, и оставшиеся 4 серии перенесут и покажут уже в 3 сезоне (в январе 2021).
В январе 2020 года телеканал CW продлил сериал на третий сезон, премьера которого состоялась в январе 2021 года. В феврале 2021 года телеканал CW продлил сериал на четвёртый сезон. Премьера четвёртого сезона состоялась 14 октября 2021 года. 12 мая 2022 года канал The CW закрыл телесериал после четырёх сезонов.

## Сюжет
События сериала происходят через пару лет после событий последней серии сериала «Древние». Сериал рассказывает о дальнейшей жизни дочери древнего гибрида, Клауса Майклсона и вожака стаи оборотней, Хейли Маршалл — Хоуп Майклсон (Даниэль Роуз Рассел). Она обучается в школе-интернате Сальваторе для детей со сверхспособностями под предводительством директора Аларика Зальцмана (Мэттью Дэвис). Вместе с Хоуп в школе учатся близняшки-ведьмы Лиззи (Дженни Бойд) и Джози Зальцман (Кайли Брайант), вампир Милтон «ЭмДжи» Гризли (Куинси Фаус) и оборотень Рафаэль Уэйт (Пейтон Алекс Смит). Главное правило для учащихся школы — никто из местных не должен знать о секретах, скрывающихся в стенах школы, но в тот день, когда оборотень Рафаэль впервые обратился в волка, свидетелем чего стал его сводный брат Лэндон Кирби (Ария Шахгасеми), безопасность школы оказалась под угрозой.

## Актёры и персонажи

### Основной состав
= Главная роль в сезоне
     = Второстепенная роль в сезоне
     = Гостевая роль в сезоне
     = Не появляется
| Актёр                | Персонаж              | Появление в сезонах | Появление в сезонах | Появление в сезонах | Появление в сезонах | Появление в сезонах |
| -------------------- | --------------------- | ------------------- | ------------------- | ------------------- | ------------------- | ------------------- |
| Актёр                | Персонаж              | 1                   | 2                   | 3                   | 4                   | Эпизоды             |
| Даниэль Роуз Расселл | Хоуп Майклсон         | 16                  | 15                  | 16                  | 20                  | 67                  |
| Ария Шахгасеми       | Лэндон Кирби          | 12                  | 14                  | 13                  | 17                  | 56                  |
| Ария Шахгасеми       | Маливор               |                     |                     | 5                   | 4                   | 9                   |
| Ария Шахгасеми       | Голем Лэндон          |                     |                     | 5                   |                     | 5                   |
| Кайли Брайант        | Джози Зальцман        | 12                  | 15                  | 15                  | 9                   | 51                  |
| Дженни Бойд          | Лиззи Зальцман        | 12                  | 15                  | 15                  | 20                  | 62                  |
| Куинси Фаус          | Милтон «ЭмДжи» Гризли | 12                  | 13                  | 15                  | 19                  | 59                  |
| Пейтон Алекс Смит    | Рафаэль Уэйт          | 12                  | 10                  | 2                   | 1                   | 25                  |
| Мэттью Дэвис         | Аларик Зальцман       | 16                  | 15                  | 16                  | 20                  | 67                  |
| Крис Ли              | Калеб Хокинс          | 11                  | 11                  | 13                  | 16                  | 51                  |
| Бен Левин            | Джед Тьен             | 5                   | 8                   | 14                  | 15                  | 42                  |
| Лео Ховард           | Итан Мачадо           |                     | 3                   | 10                  | 15                  | 28                  |
| Омоно Окодзиэ        | Клео Сованде          |                     |                     | 10                  | 18                  | 28                  |
| Всего эпизодов       | Всего эпизодов        | 16                  | 16                  | 16                  | 20                  | 68                  |

### Второстепенный состав
| Актёр                | Персонаж           | Появление в сезонах | Появление в сезонах | Появление в сезонах | Появление в сезонах | Появление в сезонах |
| Актёр                | Персонаж           | 1                   | 2                   | 3                   | 4                   | Эпизоды             |
| -------------------- | ------------------ | ------------------- | ------------------- | ------------------- | ------------------- | ------------------- |
| Деметриус Бридже     | Дориан Уильямс     | 11                  | 12                  | 5                   | 1                   | 29                  |
| Карен Дэвид          | Эмма Тиг           | 8                   | 4                   | 1                   | 1                   | 14                  |
| Лулу Антарикса       | Пенелопа Парк      | 7                   |                     |                     |                     | 7                   |
| Стивен Р. МакКуин    | Джереми Гилберт    | 1                   |                     |                     |                     | 1                   |
| Зак Рериг            | Мэтт Донован       | 2                   |                     |                     |                     | 2                   |
| Резнор Малалик Аллен | Педро              | 4                   | 3                   | 1                   | 2                   | 10                  |
| Кэти Гарфилд         | Дана Лилиен        | 5                   |                     |                     |                     | 5                   |
| Сэм Эшби             | Конор              | 5                   |                     |                     |                     | 5                   |
| Бен Гиренс           | Некромант / Тэд    | 2                   | 8                   | 6                   | 10                  | 26                  |
| Эрика Эш             | Вероника Гризли    | 4                   |                     |                     |                     | 4                   |
| Ник Финк             | Райан Кларк        | 6                   | 4                   | 5                   | 2                   | 17                  |
| Томас Доэрти         | Себастьян          |                     | 10                  |                     |                     | 10                  |
| Алексис Денисоф      | Руперт Вардемус    |                     | 7                   |                     | 2                   | 9                   |
| Биянка Калич         | Шериф «Мак» Мачадо |                     | 6                   | 2                   |                     | 8                   |
| Элайджа Б. Мур       | Уэйд Риверс        |                     | 6                   | 8                   | 10                  | 24                  |
| Бианка Сантос        | Майя               |                     | 3                   |                     | 2                   | 6                   |
| Эббани Уилсон        | Ким Хокинс         |                     | 5                   |                     |                     | 5                   |
| Райли Воулкел        | Фрея Майклсон      |                     | 1                   |                     | 3                   | 4                   |
| Чарльз Джаз Терьер   | Чед                |                     | 8                   | 1                   |                     | 9                   |
| Оливия Лян           | Алисса Чанг        |                     | 7                   | 5                   |                     | 12                  |
| Крис Вуд             | Кай Паркер         |                     | 2                   |                     |                     | 2                   |
| Джорджия Уигхэм      | Джейд              |                     | 3                   | 1                   |                     | 4                   |
| Кортни Бандеко       | Финч Таррайо       |                     |                     | 10                  | 14                  | 24                  |
| Саммер Фонтана       | Хоуп Майклсон      |                     |                     | 1                   | 1                   | 2                   |
| Клэр Холт            | Ребекка Майклсон   |                     |                     |                     | 2                   | 2                   |
| Ребекка Бридс        | Аврора де Мартель  |                     |                     |                     | 10                  | 10                  |
| Зейн Филиппс         | Бен                |                     |                     |                     | 11                  | 11                  |
| Пайпер Курда         | Джен               |                     |                     |                     | 6                   | 6                   |
| Люк Митчелл          | Кен                |                     |                     |                     | 5                   | 5                   |
| Чарльз Майкл Дэвис   | Марсель Жерар      |                     |                     |                     | 1                   | 1                   |
| Натаниэль Бузолич    | Кол Майклсон       |                     |                     |                     | 1                   | 1                   |
| Джозеф Морган        | Клаус Майклсон     |                     |                     |                     | 1                   | 1                   |
| Кэндис Кинг          | Кэролайн Форбс     |                     |                     |                     | 1                   | 1                   |
| Всего эпизодов       | Всего эпизодов     | 16                  | 16                  | 16                  | 20                  | 68                  |

## Обзор сезонов
| Сезон | Серии | Серии | Даты показа     | Даты показа     |
| Сезон | Серии | Серии | Первая серия    | Последняя серия |
| ----- | ----- | ----- | --------------- | --------------- |
| 1     | 16    | 16    | 25 октября 2018 | 28 марта 2019   |
| 2     | 16    | 16    | 10 октября 2019 | 26 марта 2020   |
| 3     | 16    | 16    | 21 января 2021  | 24 июня 2021    |
| 4     | 20    | 20    | 14 октября 2021 | 16 июня 2022    |

## Список эпизодов

### Сезон 1 (2018—2019)
| № общий | № в сезоне | Название                                                                                   | Режиссёр          | Автор сценария                                                             | Дата премьеры   | Произв. код | Зрители U.S. (млн) |
| --- | ---------- | ------------------------------------------------------------------------------------------ | ----------------- | -------------------------------------------------------------------------- | --------------- | ----------- | ------------------ |
| 1 | 1          | «Теперь ты должна бежать» «This Is The Part Where You Run»                                 | Крис Грисмер      | Джули Плэк                                                                 | 25 октября 2018 | T46.10051   | 1,12               |
| Под руководством директора Аларика Зальцмана в школе-интернате Сальваторе собирается следующее поколение сверхъестественных созданий: полукровка Хоуп Майклсон, близнецы Лиззи и Джози, энергетический вампир Эм Джи, свежезараженный оборотень Рафаэль и мистический Лэндон. Им предстоит взрослеть и развивать свои лучшие качества, сопротивляясь своей темной стороне.     |            |                                                                                            |                   |                                                                            |                 |             |                    |
| 2 | 2          | «Некоторые просто хотят видеть мир в огне» «Some People Just Want To Watch The World Burn» | Майкл А. Аллоуитц | Брэтт Мэтьюс и Джули Плэк                                                  | 1 ноября 2018   | T46.10052   | 1,13               |
| Аларик, Хоуп и Рафаэль отправляются на розыски Лэндона, чье исчезновение вызывает подозрения. В то же время в течение ежегодного футбольного матча со старшей школой Мистик Фоллз Лиззи и Джози собираются остаться под радаром, но вмешивается Пенелопа. |            |                                                                                            |                   |                                                                            |                 |             |                    |
| 3 | 3          | «Нас дурачат, Педро!» «We're Being Punked, Pedro»                                          | Кэрол Бэнкер      | Джули Плэк и Шэрман Пэйн                                                   | 8 ноября 2018   | T46.10053   | 1,09               |
| В наказание за нарушение правил Хоуп, Лиззи, Джози и Эм Джи вынуждены участвовать в общественной деятельности на городской площади Мистик Фоллз. Попытки Лэндона и Рафаэля жить беззаботной жизнью на дороге привлекают к себе опасность, о которой молодые люди не подозревают. Аларик начинает задумываться, что секреты от учеников приносят больше вреда, чем пользы.      |            |                                                                                            |                   |                                                                            |                 |             |                    |
| 4 | 4          | «Хоуп тебе не цель» «Hope Is Not The Goal»                                                 | Крис Грисмер      | Сюжет : Брэтт Мэтьюс Телесценарий : Брайс Ахарт и Стэфани МакФарлэйн       | 15 ноября 2018  | T46.10054   | 1,08               |
| Когда исчезают два местных студента, Аларик отправляет Хоуп, Лиззи, Милтона и Лэндона в старшую школу Мистик Фоллз для расследования. Пока Джои пытается помочь Рафаэлю адаптироваться в новой школе, его нежелание следовать правилам волчьей стаи ставит его под удар. Неожиданное открытие настраивает Аларика и шерифа Донована против друг друга.                         |            |                                                                                            |                   |                                                                            |                 |             |                    |
| 5 | 5          | «Маливор» «Malivore»                                                                       | Майкл Карасик     | Томас Брэндон и Пэнни Кокс                                                 | 29 ноября 2018  | T46.10055   | 1,01               |
| Аларик соглашается устроить выборы в почетный совет из представителей всех сверхъестественных существ. Рафаэль общается с каждым из кандидатов, и их список меняется. Аларик и Дориан ловят дриаду, которая рассказывает им печальную историю. |            |                                                                                            |                   |                                                                            |                 |             |                    |
| 6 | 6          | «Матушка-Зомби» «Mombie Dearest»                                                           | Джэффри Уинг Шотц | Маргарит Макинтайр                                                         | 6 декабря 2018  | T46.10056   | 1,18               |
| Лиззи и Джози готовятся к вечеринке в честь своего 16-летия. Аларик озабочен новоприбывшим сверхъестественным существом, который угрожает его безопасности. По плану Пенелопы на вечеринке Лиззи у Милтона будет последний шанс произвести впечатление на девушку. Отношения Хоуп и Рафаэля переживают не лучшие времена.                                                      |            |                                                                                            |                   |                                                                            |                 |             |                    |
| 7 | 7          | «Смерть всё стучит в мои двери» «Death Keeps Knocking On My Door»                          | Анджела Гомес     | Джули Плэк                                                                 | 13 декабря 2018 | T46.10057   | 1,05               |
| В то время, как Хоуп погружается в изучение книг о новоприбывшем в школу сверхъестественном ученике, обстоятельства меняются и сталкивают девушку с самым ужасным кошмаром в её жизни. Аларик помогает Рафаэлю справится с тягостным прошлым, которое до сих пор его преследует.                                                                                               |            |                                                                                            |                   |                                                                            |                 |             |                    |
| 8 | 8          | «Мне стоит начать с конца» «Maybe I Should Start From The End»                             | Натан Хоуп        | Брэтт Мэтьюс                                                               | 24 января 2019  | T46.10058   | 1,01               |
| Обнаружив, что Лэндон попал в беду, Хоуп и Аларик отправляются на его розыски. В ходе расследования они узнают потрясающие новости о прошлом Лэндона. Его мать была совсем не простой женщиной и сделала невероятное ради спасения жизни собственного сына. |            |                                                                                            |                   |                                                                            |                 |             |                    |
| 9 | 9          | «Что Хоуп делает в твоём сне?» «What Was Hope Doing In Your Dreams?»                       | Даррэн Грант      | Пэнни Кокс                                                                 | 31 января 2019  | T46.10063   | 1,01               |
| В школе идет тяжелая экзаменационная неделя. Хоуп, Рафаэль, Лэндон и Милтон пытаются учиться, но им не суждено провести эти дни в спокойствии. В окрестностях появляется новый монстр, который питается самыми большими страхами людей. В то же время Хоуп страдает из-за того, что ей приходится хранить нечто в секрете от Лэндона.                                          |            |                                                                                            |                   |                                                                            |                 |             |                    |
| 10 | 10         | «Существует ли мир, где твоя мечта сбылась?» «There's A World Where Your Dreams Came True» | Джон Хайамс       | Брэтт Мэтьюс и Джош Шэр                                                    | 7 февраля 2019  | T46.10062   | 1,15               |
| После поездки с матерью в Европу, Лиззи возвращается в городок и встречается лицом к лицу с тем, кто может осуществить все её мечты – в том числе заставить Хоуп исчезнуть. Однако, любой расклад событий приводит к нежелательным последствиям, от которых страдает не только ненавистная девушка, но и все окружающие.                                                       |            |                                                                                            |                   |                                                                            |                 |             |                    |
| 11 | 11         | «Понадобится прожектор» «We're Gonna Need A Spotlight»                                     | Барбара Браун     | Томас Брэндон и Пэнни Кокс                                                 | 21 февраля 2019 | T46.10059   | 0,71               |
| Когда Аларик принимает решение отложить ежегодный конкурс талантов в школе, Лиззи и Джози ставят перед собой цель во что бы то ни стало продолжить знаменитое шоу. Между тем напряжение нарастает, когда ученики сталкиваются с существом, ухудшающим их самоконтроль. Аларик решает немного побездельничать в компании Эммы.                                                  |            |                                                                                            |                   |                                                                            |                 |             |                    |
| 12 | 12         | «По центру мумия идет» «There's A Mummy On Main Street»                                    | Джули Плэк        | Маргарит Макинтайр и Шэрман Пэйн                                           | 28 февраля 2019 | T46.10060   | 0,87               |
| Когда исчезает урна, команда учеников отправляется расследовать это дело и собирается найти артефакт до того, как появится очередной монстр. Лиззи решает в конце концов отомстить Хоуп за все испорченные весенние каникулы. Всем героям приходится объединиться против общей угрозы раскрытия их сверхъестественных сущностей, когда в городе объявлен карантин.             |            |                                                                                            |                   |                                                                            |                 |             |                    |
| 13 | 13         | «Я ещё могу сделать много хорошего» «The Boy Who Still Has A Lot Of Good To Do»            | Пол Уэсли         | Сюжет : Марк Райан Уолберг Телесценарий : Брайс Ахарт и Стэфани МакФарлэйн | 7 марта 2019    | T46.10061   | 0,81               |
| Обычная поездка к родителям не может пройти гладко, если в ней участвуют наши герои. Спонтанное решение навестить родных приводит к исчезновению Милтона и Лэндона, а Рафаэля обнаруживают в шоке и потерявшим память. Хоуп, Аларик и Калеб отправляются в дорогу, чтобы найти пропавших прежде, чем случится нечто непоправимое.                                              |            |                                                                                            |                   |                                                                            |                 |             |                    |
| 14 | 14         | «Давай завершим танец» «Let's Just Finish The Dance»                                       | Джэффри Уинг Шотц | Шэрман Пэйн                                                                | 14 марта 2019   | T46.10064   | 0,96               |
| Школа готовится к проведению конкурса красоты. Хоуп втайне переживает серьёзное потрясение, от которого может пострадать её магия. В это время неожиданно появляется парень из прошлого Хоуп, Роман, и заставляет нервничать Лэндона. Милтон сталкивается с неприятными последствиями своих недавних поступков. Джози и Лиззи готовятся побороться за звание королевы красоты. |            |                                                                                            |                   |                                                                            |                 |             |                    |
| 15 | 15         | «Я расскажу историю» «I'll Tell You A Story»                                               | Тони Соломонс     | Томас Брэндон                                                              | 21 марта 2019   | T46.10065   | 1,00               |
| Когда в результате действий Хоуп она и Лэндон остаются в натянутых отношениях, девушка обращается за помощью к Лиззи, чтобы все исправить. В это время Лэндон раскрывает ранее неизвестные секреты своего прошлого. Джози не дает покоя один секрет Аларика – она шаг за шагом подбирается к разгадке тайны директора школы.                                                   |            |                                                                                            |                   |                                                                            |                 |             |                    |
| 16 | 16         | «Лазейка есть всегда» «There's Always A Loophole»                                          | Мэри Лу Бэлли     | Брэт Мэтьюс                                                                | 28 марта 2019   | T46.10066   | 0,93               |
| Хоуп решительно намерена защитить своих друзей, когда на школу Сальваторе нападает группа странных существ. Тем временем ЭмДжей узнает секрет своей матери, а Джози попадает в сложную ситуацию. |            |                                                                                            |                   |                                                                            |                 |             |                    |

### Сезон 2 (2019—2020)
| № общий | № в сезоне | Название | Режиссёр           | Автор сценария                      | Дата премьеры   | Произв. код | Зрители U.S. (млн) |
| --- | ---------- | --- | ------------------ | ----------------------------------- | --------------- | ----------- | ------------------ |
| 17 | 1          | «Я никогда не оставлю Хоуп» «I'll Never Give Up Hope»                                                                | Джули Плек         | Джули Плек и Брэтт Мэтьюс           | 10 октября 2019 | T46.10201   | 0,80               |
| Узнав о существовании альтернативного пути, Хоуп решает вернуться в родной городок. Аларик переживает последствия снятия с должности и продолжает думать над загадкой трагической ночи. Во время летних каникул Лэндон остается в городе, чтобы присмотреть за Рафаэлем; ЭмДжи уезжает в Атланту к родственникам Калеба; Лиззи проводит время с Кэролайн в Европе; Джози начинает розыски таинственного предка. |            | |                    |                                     |                 |             |                    |
| 18 | 2          | «Этот год будет другим» «This Year Will Be Different»                                                                | Джэффри Хант       | Томас Брэндон                       | 17 октября 2019 | T46.10202   | 0,82               |
| Когда Хоуп решает смириться с одиночеством, героиня неизбежно сталкивается с прошлым. В это время в школе Лэндон, ставший популярным, встречает первые неприятности. Пока ЭмДжи стесняется сказать Лиззи о своих чувствах, их встречу прерывает таинственный незнакомец. Аларик вступает в новую должность, а в прежней школе встречают нового директора.                                                       |            | |                    |                                     |                 |             |                    |
| 19 | 3          | «Ты напоминаешь ту, кого я прежде знал» «You Remind Me Of Someone I Used to Know»                                    | Майкл А. Аллоуитц  | Брэтт Мэтьюс и Адам Хиггс           | 24 октября 2019 | T46.10203   | 0,84               |
| Приближается ежегодный футбольный матч между командами двух школ, а последний прибывший в Мистик-Фоллз монстр следит за одним из учеников. Отношения Лэндона и Джози подвергаются испытанию игроком команды противника. В это время Лиззи просит у ЭмДжи помощи, а Аларик знакомится с профессором Вардэмусом.                                                                                                  |            | |                    |                                     |                 |             |                    |
| 20 | 4          | «С каких это пор ты говоришь на японском?» «Since When Do You Speak Japanese?»                                       | Джефф Шотц         | Пэнни Кокс                          | 7 ноября 2019   | T46.10204   | 0,79               |
| Когда в Мистик Фоллс появляется самурай, охотящийся на демона, Джози встает на защиту своих друзей от чудовища. Лэндон и Рафаэль отправляются на поиски правды о таинственной Хоуп, а ЭмДжи обеспокоен обнаруженными им фактами о новом друге Лиззи, вампире Себастьяне. |            | |                    |                                     |                 |             |                    |
| 21 | 5          | «Винтовой эндшпиль» «Screw Endgame»                                                                                  | Барбара Браун      | Брэтт Мэтьюс и Томас Брэндон        | 14 ноября 2019  | T46.10205   | 0,87               |
| Школа Сальватор готовится к ежегодным танцам, стилизованным под 80-е, когда Хоуп и Лиззи оказываются в бесконечном лабиринте, а по их следам идет монстр. В это время Джози и Лэндону предстоит решить, готова ли их пара поднять отношения на новый уровень. ЭмДжи обращается к Калебу за советом, как поступить с Себастьяном, а Рафаэль с трудом привыкает к обычной жизни в школе.                          |            | |                    |                                     |                 |             |                    |
| 22 | 6          | «Это все, что я должен был помнить» «That's Nothing I Had to Remember»                                               | Бола Огун          | Адам Хиггс и Джош Эйсерике          | 21 ноября 2019  | T46.10206   | 0,86               |
| Когда в День Содружества в Мистик Фоллс появляется новый монстр, Хоуп и Лиззи начинают бояться за себя и свои секреты – могут ли тайны девушек привлечь к ним внимание злодея? В это время ЭмДжи, Калеб и Ким пытаются избавиться от опасной сущности и просят помощи у неожиданного союзника. Фрэе тоже не приходится скучать: женщину внезапно навещает один из учеников школы Сальватор.                     |            | |                    |                                     |                 |             |                    |
| 23 | 7          | «Скоро все станет до боли ясно» «It Will All Be Painfully Clear Soon Enough»                                         | Лорен Петцке       | Джимми Москеда и Синтия Адарква     | 5 декабря 2019  | T46.10207   | 0,86               |
| Стоило только Хоуп решить, что побег из города станет лучшим выходом из ситуации, как девушке приходится задержаться из-за нового рискованного плана Джози, которая задумала закрыть опасный портал в параллельную реальность собственными силами подростков. В это время Аларик и Дориан узнают тревожные факты о профессоре Вардэмусе, а Рафаэль получает печальную новость о будущем Лэндона.                |            | |                    |                                     |                 |             |                    |
| 24 | 8          | «Это рождество было на удивление жестоким» «This Christmas Was Surprisingly Violent»                                 | Брэтт Мэтьюс       | Брэтт Мэтьюс и Ханна Роснэр         | 12 декабря 2019 | T46.10208   | 0,93               |
| Хоуп, передумавшая уезжать из города, решает объединиться с необычным союзником, чтобы побороть нового, рождественского монстра. Чудовище использует праздничное настроение, чтобы проникнуть в школу Сальватор и сделать свое темное дело. В это врем Лэндон удивляет Рафаэля знаниями о родословной оборотня, а Себастьян помогает Лиззи с последней миссией.                                                 |            | |                    |                                     |                 |             |                    |
| 25 | 9          | «Я бы не справился без тебя» «I Couldn't Have Done This Without You»                                                 | Карл Ситон         | Томас Брэндон и Ханна Роснэр        | 16 января 2020  | T46.10209   | 0,73               |
| Некромант возвращается, готовый снова устроить кошмар и отомстить жителям городка, но внезапно понимает, что он теперь человек и не обладает сверхъестественной силой. Чтобы хоть чуть-чуть сблизиться с Джози, Хоуп предлагает подруге помочь с изучением сложной темы. Аларик обращается за помощью к Лэндону, и вместе герои пытаются понять, опасен ли Себастьян для учеников школы.                        |            | |                    |                                     |                 |             |                    |
| 26 | 10         | «Вот почему мы не доверяем планы куклам Маппетам» «This Is Why We Don't Entrust Plans To Muppet Babies»              | Америка Янг        | Адам Хиггс и Джош Айзерике          | 23 января 2020  | T46.10210   | 0,72               |
| Студентки школы Сальватор готовятся к Дню шабаша, но новый монстр сеет раздор и хаос между группами учащихся, выбрав своей жертвой Алиссу Чен. Аларик, Лиззи и Джози объединяют усилия, чтобы найти способ защитить последнюю от темной магии, зреющей в тени. Лэндон просит Хоуп научить его приемам самозащиты, а Аларик сталкивается с призраками прошлого.                                                  |            | |                    |                                     |                 |             |                    |
| 27 | 11         | «Что за проблема с Купидоном?» «What Cupid Problem?»                                                                 | Даррэн Грант       | Пэнни Кокс и Синтия Адарква         | 30 января 2020  | T46.10211   | 0,86               |
| Узнав, что Джози, Лиззи и Аларик оказались в беде, Хоуп берет ситуацию в свои руки и пытается спасти друзей. В это время Лэндон выслеживает в городе нового монстра, чтобы доказать свою полезность. Милтон решает устроить для Ким идеальное свидание, но вмешательство Хоуп рушит все планы. Смогут ли герои справиться с возрастающей угрозой и защитить своих близких?                                      |            | |                    |                                     |                 |             |                    |
| 28 | 12         | «Кай Паркер обманул нас» «Kai Parker Screwed Us»                                                                     | Анжела Барнс Гомес | Бретт Мэтьюс и Томас Брэндон        | 6 февраля 2020  | T46.10212   | 0,63               |
| Джози, Лиззи и Аларик отправляются в мир-тюрьму, созданный директором школы для злодеев, угрожающих жизням людей в обычном мире. Здесь они встречаются с Кайем, который готов помочь брату и его дочерям. Джози удается найти ответ на свой вопрос, Кай добивается желанной цели, а Лиззи предстоит сделать трудный выбор между семьей и Себастьяном.                                                           |            | |                    |                                     |                 |             |                    |
| 29 | 13         | «Ты не можешь спасти всех» «You Can't Save Them All»                                                                 | Джеффри Хант       | Бретт Мэтьюс и Томас Брэндон        | 13 февраля 2020 | T46.10213   | 0,63               |
| Хоуп снова оказывается лицом к лицу с великой опасностью и большой ответственностью. Девушке предстоит отвратить угрозу из пророчества и спасти Зальцманов, глубоко увязших в семейных противоречиях. Одновременно с чародейкой Аларик и сам пытается спасти родных, но это дается ему не просто: чтобы защитить дочерей, ему придется принять судьбоносное решение.                                            |            | |                    |                                     |                 |             |                    |
| 30 | 14         | «Есть место, куда уходят потерянные вещи» «There's a Place Where the Lost Things Go»                                 | Майкл Карасик      | Бретт Метьюс и Марк Райан Уолберг   | 12 марта 2020   | T46.10214   | 0.52               |
| Чтобы справиться с последствиями недавней трагедии, Эмма предлагает ученикам отправиться в групповую симуляцию и на время ощутить себя героями старого фильма в стиле нуар. Хоуп, Джози, Лиззи, ЭмДжи и Рафаэль вскоре осознают, что им придется разобраться с внутренними противоречиями или столкнуться с катастрофическими последствиями такой игры.                                                         |            | |                    |                                     |                 |             |                    |
| 31 | 15         | «Жизнь была намного проще, когда я заботился только о себе» «Life Was So Much Easier When I Only Cared About Myself» | Лорен Петцке       | Адам Хиггс и Джимми Москеда         | 19 марта 2020   | T46.10215   | 0.66               |
| Приближается семнадцатилетие близнецов, но ситуация стремительно ухудшается, и Лиззи придется в одиночку принять трудное решение. В это время Хоуп прибегает к радикальным мерам, чтобы разрешить их с Алариком конфликт по поводу того, что дальше делать с Джози. Параллельно Рафаэль совершает шокирующее открытие, которое повлияет на всех героев.                                                         |            | |                    |                                     |                 |             |                    |
| 32 | 16         | «Смотреть в лицо тьме — это вроде как моя фишка» «Facing Darkness is Kinda My Thing»                                 | Майкл Карасик      | Томас Брэндон и Сильвия Бэти Алкала | 26 марта 2020   | T46.10216   | 0.67               |
| Пытаясь спасти Джози, Хоуп проникает в её подсознание и попадает в сказочный мир, наполненный темной магией. Вернувшись в школу Сальваторе, Аларик, Лиззи и Супер Отряд берут на себя ответственность за создание рискованного плана по возвращению Джози, несмотря на возможные последствия. |            | |                    |                                     |                 |             |                    |

### Сезон 3 (2021)
| № общий | № в сезоне | Название | Режиссёр                    | Автор сценария                   | Дата премьеры   | Произв. код | Зрители в США (млн) |
| --- | ---------- | --- | --------------------------- | -------------------------------- | --------------- | ----------- | ------------------- |
| 33 | 1          | «Мы не достойны» «We're Not Worthy»                                                                                                | Джеффри Дж. Хант            | Синтия Адарква и Пэнни Кокс      | 21 января 2021  | T46.10301   | 0.69                |
| Чтобы разобраться с некоторыми неотложными делами, Аларик отсылает учеников из кампуса на их первые полевые испытания. Но когда средневековый монстр заявляется в школу, ученики оставляют задание, чтобы прикинуть, кто из них может стать достойным противником новому чудовищу. |            | |                             |                                  |                 |             |                     |
| 34 | 2          | «Прощаться действительно ужасно» «Goodbyes Sure Do Suck»                                                                           | Эрик Дин Ситон              | Бенджамин Рааб и Дерек А. Хьюз   | 28 января 2021  | T46.10302   | 0.71                |
| Супер-отряд прилагает все возможные усилия для достижения цели, когда до них доходят опустошающие новости о ком-то из их близких. Аларик обращается к шерифу Мак за помощью в наведении порядка. |            | |                             |                                  |                 |             |                     |
| 35 | 3          | «Сальваторе: Мюзикл!» «Salvatore: The Musical!»                                                                                    | Джэйсон Стоун               | Томас Брэндон                    | 4 февраля 2021  | T46.10303   | 0.62                |
| Студенты готовятся поставить мюзикл про основание Школы Сальваторе по велению своего таинственного нового наставника. Тем временем, когда Лэндон бросается писать мюзикл, а Лиззи, Джози, Калеб и Джед погружаются в свои роли, Хоуп отделяется от мюзикла. |            | |                             |                                  |                 |             |                     |
| 36 | 4          | «Держись крепче» «Hold On Tight»                                                                                                   | Джэффри Хант                | Брэтт Мэттьюс                    | 11 февраля 2021 | T46.10304   | 0.63                |
| Суперотряд объединяется после того, как очередная проделка Некроманта наводит хаос, к которому никто не готов. Тем временем ссора с Итаном напоминает Джози, почему она решила отказаться от магии. |            | |                             |                                  |                 |             |                     |
| 37 | 5          | «Вот, чего это будет стоить» «This Is What It Takes»                                                                               | Даррен Грант и Джэффри Хант | Брэтт Мэттьюс                    | 18 февраля 2021 | T46.10305   | 0.52                |
| После того как один из них пропадает без вести, Аларик предлагает Хоуп обратиться к терапевтическому ящику, который затягивает её в запутанную игру в летнем лагере в тематике слэшера. Тем временем, попытка Лиззи провести некоторое время с ЭмДжеем проходит не совсем так, как планировалось, а Джози принимает важное решение, связанное с её будущим.                                                                                         |            | |                             |                                  |                 |             |                     |
| 38 | 6          | «Кого это может касаться» «To Whom It May Concern»                                                                                 | Лорен Пецке                 | Томас Брендон                    | 11 марта 2021   | T46.10306   | 0.49                |
| После того, как ученики начинают массово покидать школу, Аларик вместе с отрядом отчаянно пытаются привлечь новых студентов, чтобы удержать школу на плаву. Хоуп соглашается помочь Лиззи познакомить новых учеников со школой. Джози наслаждается новым началом её обучения в Мистик Хай, в то время как ЭмДжи начинает свой семестр с «нет». |            | |                             |                                  |                 |             |                     |
| 39 | 7          | «Ага, это Лепрекон, и в самом деле» «Yup, It's a Leprechaun, All Right»                                                            | Тони Гриффин                | Пенни Кокс и Синтия Адарква      | 18 марта 2021   | T46.10307   | 0.57                |
| После того, как школа Сальваторе столкнулась с некоторыми финансовыми трудностями, Лиззи предлагает провести первый сбор средств. Пока Аларик пытается договориться с банком, он назначает Калеба главным в школе. В другом месте? Клео помогает Хоуп справиться со своими эмоциями, в то время как ЭмДжи обращается за помощью к Алиссе. Наконец, когда Лепрекон появляется в школе, это может быть именно то, что им нужно, чтобы привлечь удачу. |            | |                             |                                  |                 |             |                     |
| 40 | 8          | «Давно не виделись» «Long Time, No See»                                                                                            | Джофф Шотц                  | Бенжамин Рааб и Дерик А. Хаджес  | 25 марта 2021   | T46.10308   | 0.47                |
| ЭмДжи внезапно ссорится с Суперотрядом после того, как некоторые скрытые им поступки всплывают наружу. Хоуп приводит в действие рискованный план, невзирая на возможные последствия. Калеб, Клео и Аларик объединяют свои усилия, когда появляется новый монстр. |            | |                             |                                  |                 |             |                     |
| 41 | 9          | «У всех монстров Маливора такое развитое эмоциональное чутьё?» «Do All Malivore Monsters Provide This Level of Emotional Insight?» | Барбара Браун               | Бретт Мэттьюз и Адам Хиггс       | 8 апреля 2021   | T46.10309   | 0.51                |
| Напряжение между Хоуп и Лиззи нарастает, но появление в школе нового монстра заставляет их отложить разногласия и сразиться с ним вместе. Аларик придумал, как следить за Джози в школе Мистик Фоллс, и Клео помогает Калебу справиться с недавним конфликтом с ЭмДжи. |            | |                             |                                  |                 |             |                     |
| 42 | 10         | «Хорошо то, что хорошо заканчивается» «All's Well That Ends Well»                                                                  | Джеффри Хант                | Томас Брендон и Прайс Петерсон   | 15 апреля 2021  | T46.10310   | 0.51                |
| После того, как в школе был захвачен новый монстр, Хоуп и Супер-отряд узнают ужасные новости об одном из них. Неожиданный визит Лиззи придаёт Джози необходимой храбрости. ЭмДжи объединяется с Итаном, чтобы помочь другим. |            | |                             |                                  |                 |             |                     |
| 43 | 11         | «Ты не можешь убежать от того, кто ты есть» «You Can't Run from Who You Are»                                                       | Трефор Е. С. Хуарез         | Адам Хиггс и Ханна Роснер        | 6 мая 2021      | T46.10311   | 0.50                |
| После того, как Хоуп и Лэндон получили немного вдохновения от Клео, они собираются на новое задание. Однако, когда всё идет не по плану, Джози и Уэйд приходят им на помощь. А Лиззи с помощью ЭмДжи узнаёт больше про Финч. |            | |                             |                                  |                 |             |                     |
| 44 | 12         | «Я был создан для того, чтобы любить тебя» «I Was Made To Love You»                                                                | Майкл А. Эллоуитц           | Бретт Мэттьюз                    | 13 мая 2021     | T46.10312   | 0.50                |
| У Хоуп возникают подозрения, после того, как Уэйд делится с ней потрясающими новостями. Чтобы раскрыть тайны загадочного артефакта, Аларик вынужден работать вместе с врагом из своего прошлого. Когда Итан оказывается в опасности, ЭмДжи вынужден принять сложное решение. |            | |                             |                                  |                 |             |                     |
| 45 | 13         | «Однажды вы поймёте» «One Day You'll Understand»                                                                                   | Бола Огун                   | Синтия Адарква                   | 20 мая 2021     | T46.10313   | 0.53                |
| Столкнувшись с необходимостью принять сложное решение, касающееся одного из студентов, Аларик просит помощи у Калеба и Джози. А Клео рассказывает о своем прошлом. |            | |                             |                                  |                 |             |                     |
| 46 | 14         | «Это немного похоже на культ» «This Feels a Little Culty»                                                                          | Америка Янг                 | Пенни Кокс                       | 10 июня 2021    | T46.10314   | 0.42                |
| В попытке контролировать некоторые негативные эмоции Хоуп, Джози предлагает ей присоединиться к Лиззи в оздоровительном центре для ведьм. Аларик и Дориан объединяются после того, как узнают, что Милтон «ЭмДжи» Гризли может оказаться в беде. |            | |                             |                                  |                 |             |                     |
| 47 | 15         | «Новая надежда» «A New Hope» | Бретт Меттьюз               | Бретт Меттьюз и Томас Брендон    | 17 июня 2021    | T46.10315   | 0.49                |
| Застрявшие в галлюцинации, Хоуп, Джози и Лиззи вынуждены искать выход из фантастического кошмара. Тем временем Аларик отправляет ЭмДжи, Калеба и Джеда на тимбилдинг. Лео Ховард также присутствует в серии. |            | |                             |                                  |                 |             |                     |
| 48 | 16         | «Судьба отстой, не так ли?» «Fate's a Bitch, Isn't It?»                                                                            | Джеффри Хант                | Бенджамин Рааб и Дерик А. Хаджес | 24 июня 2021    | T46.10316   | 0.57                |
| Хоуп вынуждена работать с кем-то из своего прошлого. Калеб и ЭмДжи отправляются в свою первую официальную супергеройскую миссию. План Лиззи в отношении Хоуп завести интрижку принимает неожиданный оборот. |            | |                             |                                  |                 |             |                     |

### Сезон 4 (2021—2022)
| № общий | № в сезоне | Название | Режиссёр              | Автор сценария                                                   | Дата премьеры   | Произв. код | Зрители в США (млн) |
| --- | ---------- | --- | --------------------- | ---------------------------------------------------------------- | --------------- | ----------- | ------------------- |
| 49 | 1          | «На этот раз тебе придётся выбрать одного» «You Have to Pick One This Time»                                        | Тони Соломонс         | Марк Райан Уолберг                                               | 14 октября 2021 | T46.10317   | 0.33                |
| После того, как выяснилось, что Маливор взял верх над телом Лэндона, Хоуп и Суперотряд придумывают рисковый план по спасению Лэндона и Клео, которую поглотила тьма Маливора. Тем временем, на неожиданном свидании с Финч, поднимается тема, о которой Джози не готова разговаривать.                                                                                         |            | |                       |                                                                  |                 |             |                     |
| 50 | 2          | «В команде нет «Я» или что-то там ещё» «There’s No I In Team, or Whatever»                                         | Майкл Карасик         | Адам Хиггс и Ханна Роснер                                        | 21 октября 2021 | T46.10318   | 0.34                |
| Хоуп должна отказаться от контроля и позволить Джози и Суперотряду принять рискованный план, который может спасти Лэндона. Лэндон и Клео встречаются в темнице Маливора и узнают много нового друг о друге. Тем временем, Лиззи, Калеб и Итан вместе работают волонтёрами и всё идёт не по плану.                                                                              |            | |                       |                                                                  |                 |             |                     |
| 51 | 3          | «Мы все знали, что приближается этот момент» «We All Knew This Day Was Coming»                                     | Лорен Петцке          | Сюжет : Томас Брендон Телесценарий : Кортни Грейс и Дж. П. Эстес | 28 октября 2021 | T46.10319   | 0.36                |
| Хоуп осознает, что перед ней стоит сложный выбор, к большому неодобрению Аларика. Калеб и ЭмДжи разрабатывают собственный план, чтобы помочь Хоуп, в то время как она обращается за помощью к Джози и Лиззи. Тем временем, Аларик приходит к выводу, что ему необходимо отдать контроль.                                                                                       |            | |                       |                                                                  |                 |             |                     |
| 52 | 4          | «Увидимся на другой стороне» «See You On The Other Side»                                                           | Джеффри Хант          | Бретт Меттьюз и Сильвия Бейти Алкала                             | 4 ноября 2021   | T46.10320   | 0.42                |
| Хоуп борется с собственным восприятием реальности. Аларик пытается примирить противоборствующие стороны, а Финч все ближе узнает Джози. |            | |                       |                                                                  |                 |             |                     |
| 53 | 5          | «Я думала, что ты будешь рада видеть меня» «I Thought You'd Be Happier to See Me»                                  | Лорен Петцке          | Бретт Меттьюз                                                    | 11 ноября 2021  | T46.10401   | 0.43                |
| Хоуп находит единственного человека, который в силах помочь ей. Ребекка всеми силами поддерживает племянницу. Тем временем Калеб хочет всё исправить и обращается к Клео за советом. |            | |                       |                                                                  |                 |             |                     |
| 54 | 6          | «Ты далеко от дома» «You're a Long Way from Home»                                                                  | Америка Янг           | Томас Брендон и Кимберли Ндомб                                   | 18 ноября 2021  | T46.10402   | 0.38                |
| Джози и Лиззи ищут ответы, которые приводят их к раскрытию опасного плана. Клео пытается выследить Хоуп, которая не хочет, чтобы её нашли. Лэндон сталкивается с неожиданным гостем. |            | |                       |                                                                  |                 |             |                     |
| 55 | 7          | «Вдалеке от всего этого насилия» «Someplace Far Away From All This Violence»                                       | Барбара Браун         | Хосе Молина и Ханна Роснер                                       | 2 декабря 2021  | T46.10403   | 0.36                |
| Суперотряд продолжает пытаться помочь Хоуп, к её огромному разочарованию. ЭмДжи изо всех сил пытается помочь отряду, но всё идёт не по плану. Тем временем, Лиззи ищет ответы, а Джози идёт на крайние меры. |            | |                       |                                                                  |                 |             |                     |
| 56 | 8          | «Ты будешь помнить меня» «You Will Remember Me»                                                                    | Нимиша Мукержи        | Бретт Меттьюз и Лейн Морган                                      | 9 декабря 2021  | T46.10404   | 0.36                |
| Хоуп оказывается на опасном предприятии. Джози углубляется в ответы, поскольку Лиззи просит у Клео вдохновения и удивляется от того, где она его находит. Тем временем, Лэндон продолжает свою миссию во имя мира. |            | |                       |                                                                  |                 |             |                     |
| 57 | 9          | «Я не смогу тебя остановить» «I Can't Be the One to Stop You»                                                      | Моренике Джоела Эванс | Бенджамин Рааб и Дерик А. Хаджес                                 | 16 декабря 2021 | T46.10405   | 0.37                |
| Хоуп оказывается вовлечённой в игру в кошки-мышки, в то время как Лиззи собирается всё исправить. Джози разговаривает по душам с Финч. Аларик, Лэндон и Тед приходят к удивительному результату в процессе своих поисков. Тем временем ЭмДжи, Джед и Клео решают вопросы в школе Сальваторе.                                                                                   |            | |                       |                                                                  |                 |             |                     |
| 58 | 10         | «История моей жизни» «The Story of My Life»                                                                        | Джеффри Хант          | Бретт Меттьюз и Прайс Петерсон                                   | 24 февраля 2022 | T46.10406   | 0.29                |
| Клео и Джед вместе отправляются на необычную миссию. Аларик, Лэндон и Тед выясняют, что их ждет дальше. Тем временем неожиданная опасность застаёт Хоуп врасплох. |            | |                       |                                                                  |                 |             |                     |
| 59 | 11         | «Следуй за моим голосом» «Follow the Sound of My Voice»                                                            | Тони Гриффин          | Томас Брендон и Соландж Моралес                                  | 3 марта 2022    | T46.10407   | 0.36                |
| Хоуп и Лиззи оказываются на карнавале с весьма необычными персонажами. В школе Сальваторе ученики говорят всё, что у них на уме, не понимая почему. Это вынуждает Джеда открыть свой секрет. Клео же пытается защитить свою тайну. Калеб и ЭмДжи отправляются на миссию, которая идёт не по плану.                                                                             |            | |                       |                                                                  |                 |             |                     |
| 60 | 12         | «Не все блуждающие заблудились» «Not All Those Who Wander Are Lost»                                                | Майкл А. Аллоуитц     | Бретт Меттьюз и Марк Райан Уолберг                               | 10 марта 2022   | T46.10408   | 0.26                |
| Поскольку Аврора продолжает свои исследования, она находит информацию, которая может оказаться ей очень полезной. Хоуп приказывает Лиззи что-то сделать, и это приводит к удивительным результатам. Рик, Лэндон и Тэд объединились, чтобы воплотить свои желания. |            | |                       |                                                                  |                 |             |                     |
| 61 | 13         | «Это тот монстр, которого вы видели?» «Was This the Monster You Saw?»                                              | Тревор Е. С. Хуарес   | Бретт Меттьюз и Кимберли Ндомб                                   | 31 марта 2022   | T46.10409   | 0.42                |
| Лиззи продолжает свои поиски со смешанными результатами. Бен рассказывает больше о своей семье и её истории, а Джед обнаруживает, что его чувства становятся глубже. Клео обеспокоена своими недавними изменениями. Тем временем, ученики школы Сальваторе собираются вместе, чтобы отпраздновать один из собственных праздников.                                              |            | |                       |                                                                  |                 |             |                     |
| 62 | 14         | «Единственный выход из этого» «The Only Way Out Is Through»                                                        | Джеффри Хант          | Томас Брендон и Хосе Молина                                      | 7 апреля 2022   | T46.10410   | 0.39                |
| Суперотряд собирается вместе, чтобы проверить свои способности с помощью Вардемуса. Хоуп видит несколько ярких снов, вызывающие у неё смешанные эмоции. Тем временем, Лэндон продолжает свои поиски мира. |            | |                       |                                                                  |                 |             |                     |
| 63 | 15         | «Всё, что можно потерять, можно найти» «Everything That Can Be Lost May Also Be Found»                             | Бретт Меттьюз         | Бретт Меттьюз                                                    | 14 апреля 2022  | T46.10411   | 0.43                |
| Хоуп продолжает пребывать в замешательстве и бороться со своей человечностью, что приводит к тому, что она видит людей, которые значат для неё больше всего: Ребекку, Марселя, Кола и Фрею. Калеб хочет познакомить Клео со своим миром, включая тех, кто оказал самое глубокое влияние на его путь. Тем временем Лиззи разрабатывает план, как завоевать чьё-то расположение. |            | |                       |                                                                  |                 |             |                     |
| 64 | 16         | «Я бы здесь не стоял, если бы не ты» «I Wouldn't Be Standing Here If It Weren't For You»                           | Джейсон Стоун         | Лэйн Морган и Кортни Грейс                                       | 28 апреля 2022  | T46.10412   | 0.29                |
| Хоуп продолжает свою борьбу, а Лиззи разрабатывает план потенциальной помощи. Клео боится своих видений и того, что это значит для тех, кого она любит. Аларик отправляет Калеба, Итана и ЭмДжи на миссию с большими рисками. Джед стоит перед очень трудным выбором. Тем временем Лэндон делает удивительное открытие.                                                        |            | |                       |                                                                  |                 |             |                     |
| 65 | 17         | «В лес» «Into the Woods»                                                                                           | Джен Дервингсон-Пикок | Ханна Роснер и Прайс Петерсон                                    | 5 мая 2022      | T46.10413   | 0.38                |
| Лэндон находит свой путь в лимбо, он сталкивается с ещё одним сюрпризом. Хоуп проводит глубокий самоанализ, в то время как Итан продолжает бороться, и Лиззи приходит ему на помощь. ЭмДжи наконец-то раскрывает давно хранимый секрет. Тем временем Аларик обсуждает осуществление ненадёжного плана.                                                                         |            | |                       |                                                                  |                 |             |                     |
| 66 | 18         | «К концу всего этого ты узнаешь, кем тебе суждено быть» «By the End of This, You'll Know Who You Were Meant to Be» | Лорен Петцке          | Томас Брендон                                                    | 2 июня 2022     | T46.10414   | 0.41                |
| Аларик информирует суперотряд о том, что будет дальше. Хоуп разговаривает по душам с Лиззи. ЭмДжи помогает Итану. Клео продолжает испытывать свои новые способности и понимает свою цель. Тем временем Лэндон берёт на себя новую роль. |            | |                       |                                                                  |                 |             |                     |
| 67 | 19         | «Это может закончиться только кровью» «This Can Only End in Blood»                                                 | Джеффри Хант          | Бенджамин Рааб и Дерек А. Хьюз                                   | 9 июня 2022     | T46.10415   | 0.45                |
| Хоуп бросает вызов Кену, который он должен принять. Клео настроена на месть. Суперотряд готовится к бою всей своей жизни. Тем временем у Лэндона неожиданные гости. |            | |                       |                                                                  |                 |             |                     |
| 68 | 20         | «Просто не будь незнакомцем, хорошо?» «Just Don't Be A Stranger, Okay?»                                            | Майкл А. Эллоуитц     | Джули Плек и Бретт Меттьюз                                       | 16 июня 2022    | T46.10416   | 0.41                |
| Хоуп, Лиззи, ЭмДжи, Калеб, Клео, Джед и Аларик размышляют о недавних событиях и о том, что будет с каждым из них. Хоуп и Лиззи находят утешение в неожиданных, но желанных источниках. |            | |                       |                                                                  |                 |             |                     |

## Производство

### Разработка
В августе 2017 года стало известно о начале разработки спин-оффа «Первородных» о Хоуп Майклсон, дочери Клауса и Хейли. Джули Плек, создатель телесериала «Первородные» и сосоздатель «Дневников вампира», также стала автором этого проекта. В январе 2018 года стало известно, что съёмки пилотного эпизода по сценарию Плек запланированы на первый квартал 2018 года. В марте 2018 года стало известно, что вместо традиционного пилотного эпизода Плек представит 15-минутную презентацию проекта. 11 мая 2018 года стало известно о заказе сериала на новый телесезон и о том, что спин-офф получил название «Наследие».

### Кастинг
Ветеран «Дневников вампира» Мэтт Дэвис получил роль в проекте вместе с молодыми актёрами Кайли Брайант, Дженни Бойд и Ария Шахгасеми. Шахгасеми сыграет роль друга Хоуп Лэндона Кирби в «Наследии». В день официального заказа сериала стало известно, что Даниэль Роуз Расселл исполнит роль Хоуп Майклсон.